# Roberto Malone
Roberto Malone, pseudònim de Roberto Pipino (Torí, 31 d'octubre de 1956), és un ex-actor i ex-director pornogràfic italià.

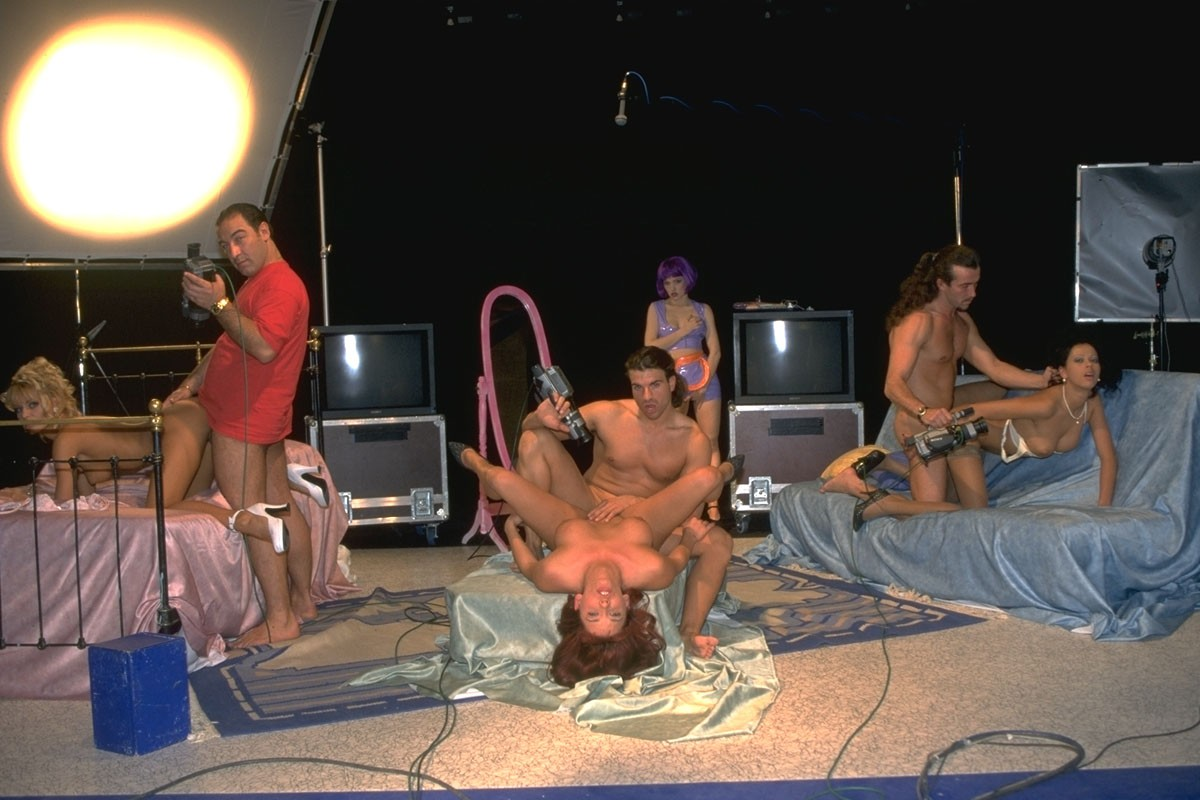
Rodatge de "Sextet"

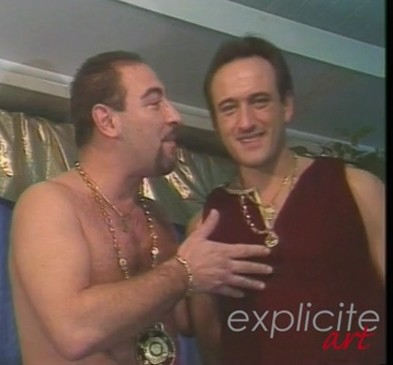
Roberto Malone amb Bruno SX

## Biografia
Abans d'unir-se al porno, Malone va ser planificador d'esdeveniments i gestor de viatges per a artistes com Alan Sorrenti i Gianni Nazzaro. Després de la cancel·lació d'un concert a Torí que el va portar a greus dificultats econòmiques, va acompanyar a Roma un amic seu, propietari d'un cinema i productor pornogràfic. Un cop al plató, Malone, gairebé com una broma, va demanar que li fessin una prova, i així va ser seleccionat per a la seva primera pel·lícula. Poc després, va canviar el seu cognom de Pipino a Malone quan el director Joe D'Amato li va aconsellar que trobés un nom artístic ("què, tens una c*** enorme i et dius Pipino? "Canviem aquest cognom!").
Malone va fer pel·lícules durant anys sense informar a la seva dona de la seva entrada al món del porno; marxava de casa per anar a treballar com qualsevol altre empleat. Quan la seva dona va saber la veritat, el va deixar. A principis dels anys 1990 va estar vinculat a la neerlandesa Zara Whites, i entre finals de la mateixa dècada i principis de la següent a l'hongaresa Eva Falk, la seva futura esposa, ambdues actrius porno en el moment de la seva relació.
Malone ha estat sovint un cercador de talents, llançant nombrosos actors i actrius al món porno, inclosa la parella casada Jessica Rizzo - Marco Toto.
Les seves últimes aparicions al porno van ser en parts d'actor de personatges. El 2005 va treballar en una pel·lícula no pornogràfica,  Senso '45 , de Tinto Brass; en realitat havia treballat amb Brass una dècada i mitja abans, a Paprika, però les escenes que va interpretar havien estat retallades durant l'edició.

### Vida privada
El 2013 va iniciar el seu negoci com a comerciant, amb una botiga de cigarrets electrònics a Antibes. Posteriorment ha obert un restaurant a Canes.

## Filmografia (parcial)
- I Gemelli Malone (2006)
- Scandali a Carmagnola (2005)
- Hypnotic Games (2005)
- Max's All Stars 2 (2004)
- The Best by Private 54: Ebony Dreams (2004)
- Die Entführung (2004)
- Crazy Bullets (2003)
- Le palais des phantasmes (2003)
- Le secrétaires (2003)
- Sperma Spende (2003)
- Una vita in vendita (2003)
- Senso '45
- Blue Angel (2002)
- Private Penthouse Movies: Sex Forever (2001)
- Bambola (2001)
- La fête à Gigi (2001)
- The Best of Angelica Bella (2001)
- Corruption (2001)
- Lulù (2001)
- Le point Q (2001)
- La polizia ringrazia (2001)
- Pulp (2001)
- L'amour forcé (2000)
- S.O.S. infirmières (2000)
- True Anal Stories 11 (2000)
- Cargo accés interdit (2000)
- Dominatrix (2000)
- Four Sex Rooms (2000)
- Harcèlement au féminin (2000)
- Italian Beauty (2000)
- Italian Flair (2000)
- Napoli (2000)
- Onora il padre (2000)
- L'hotel del peccato (2000)
- Port du casque obligatoire (2000)
- Prenez ma femme je mate (2000)
- La siciliana (2000)
- Les tontons tringleurs (2000)
- Rocco e i mercenari (1999)
- Romance (1999)
- Anmacherinnen 8: Blutjung und schon verdorben (1999)
- Clausura (1999)
- L'enjeu du désir (1999)
- Gina Wild - Jetzt wird es schmutzig (1999)
- Hotdorix (1999)
- Humiliée (1999)
- Koyack (1999)
- Maximum Perversum - Schreie junger Frauen (1999)
- Les pierres qui tombent du ciel (1999)
- Private Gold 39: Domestic Affairs (1999)
- Torero (1999)
- L'empreinte du vice (1998)
- Fuck Monti (1998)
- Old Ladies Extreme: Alte Stuten hart geritten (1998)
- Penelope (1998)
- Le prix de la luxure (1998)
- Rocco e i magnifici 7 (1998)
- Rock and Roll. Rocco Part II (1997)
- I Promessi Sposi (1997)
- Cyberix (1997)
- Afrodite: La dea dell'amore (1997)
- Délires obscènes (1997)
- Le fétichiste (1997)
- Home Sweet Home (1997)
- La moglie bugiarda (1997)
- L'indécente aux enfers (1997)
- Le labyrinthe (1997)
- Les Nuits de la présidente (1997)
- Private Gold 25: When the Night Falls (1997)
- Rocco e le storie tese (1997)
- La Ruée vers Laure (1997)
- Salomé (1997)
- Sextet (1997)
- Una stirpe maledetta di Lucrezia Borgia (1997)
- Seduzione gitana (1996)
- Crowded Afternoon (1996)
- Dirty Tricks II: This Ain't Love (1996)
- Sea, Sex & Fun (1996)
- Boccacio's Tales: X Decameron (1996)
- Afrodite (1996)
- Antonio e Cleopatra (1996)
- Le désir dans la peau (1996)
- Double Trouble (1996)
- Una famiglia per pene (1996)
- Hamlet: For the Love of Ophelia (1996)
- Mata Hari (1996)
- Messalina (1996)
- Napoleon (1996)
- Penitenziario femminile (1996)
- Le porcone volanti (1996)
- La princesse et la pute (1996)
- The Princess, the Bodyguard and the Stripper (1996)
- School Girl (1996)
- Triple X 11 (1996)
- Viaggi di nozze in Spagna (1996)
- La calda vita di Al Capone (1995)
- Blow Job Ahoi (1995)
- Doppel Anal (1995)
- Ein Teuflisch geiles Biest (1995)
- Il barone von Masoch (1995)
- C.K.P. (1995)
- Cool Water (1995)
- Decameron Tales I (1995)
- Homo Erectus (1995)
- Paprika (1995)
- Private Film 28: The Gigolo 2 (1995)
- Triple X 7 (1995)
- Divina commedia, seconda parte (1994)
- Dracula (1994)
- Il testamento (1994)
- Les Visiteuses (1994)
- Cronaca Nera 1: Scuole Superiori (1994)
- Emmanuelle 7 (Emmanuelle au 7ème ciel) (1993)
- La Putana (1993)
- Rêves de cuir 2 (1993)
- Arabika (1992)
- Inside Gabriela Dari (1992)
- Joy à Hong Kong (1992)
- Joy à Moscou (1992)
- My Sex Life As a Ghost (1992)
- Tutta una vita (1992)
- Le doppie bocche di Luana (1991)
- Baby nata per godere ovvero la figlia libidinosa (1991)
- Affamata (1990)
- Cicciolina e Moana "Mondiali" (1990)
- Giochi bestiali in famiglia (1990)
- Sexterror (1990)
- Tutte le provocazioni di Moana (1990)
- Femmine bizzarre
- L'uccello del piacere (1989)
- Inside Napoli 1 (Salieri, 1989)
- La ceinture de chasteté (1989)
- Clinique (1989)
- Dirty Woman (1989)
- Detective Transex (1988)
- Transex (1988)
- Chiamami (1987)
- Attention fillettes! (1987)
- Barbara Dare's Roman Holiday (1987)
- Un desiderio bestiale (1987)
- Grand Prixxx (1987)
- Lust Italian Style (1987)
- Messalina oggi (1987)
- Osceno (1987)
- Il vizio nel ventre (1987)
- Fantastica Moana (1987)
- Vietnam Store 2 (Salieri, 1987)
- Vietnam Store 1 (Salieri, 1987)
- Vortix 4 (Salieri, 1986)
- Vortix 3 (Salieri, 1986)
- Vortix 2 (Salieri, 1987)
- Vortix 1 (Salieri, 1987)
- Dolce pelle di Angela (1986)
- Ricordi di notte (1986)
- Marina e il suo cinema (1986)
- Hot Life of Al Capone (1979)

## Premis i nominacions
- 2003 Premis Ninfa - Millor actor (Public)[4]
- 2004 Premis Ninfa - Millor actor secundari (La cripta de los culos - Interselecció)[5]
- 2004 European X Award – Millor actor (Itàlia)[6]
- 2005 Premis Ninfa - Millor actor (Sex mistere)[7]
- 2007 Premis Ninfa - Millor actor secundari (Mi Padre - Stars And Stamps)[8]
- 2008 Premi Ninfa - Premi Especial del Jurat - Premi a la carrera[9][10][11]